# Palacios de Goda
Palacios de Goda es un municipio y localidad de España perteneciente a la provincia de Ávila, en la comunidad autónoma de Castilla y León. Tiene una población de 397 habitantes (INE 2024). Forma parte de la comarca tradicional de La Moraña.

## Símbolos
El escudo heráldico y la bandera que representan al municipio fueron aprobados oficialmente el 14 de abril de 2000. El escudo se blasona de la siguiente manera:

«Escudo tipo español, en campo de oro, un olmo en su color, terrazado de sinople (verde), afrutado de plata, atado al tronco un lebrel de plata; bordadura asur (azul) cargada de cuatro palacios de plata alternados de cuatro espigas de oro. Timbrado de corona real timbrada.»
Boletín Oficial de Castilla y León nº 194 de 5 de octubre de 2000

La descripción textual de la bandera es la siguiente:

«Con el fondo rojo de Castilla, el escudo municipal en el centro.»
Boletín Oficial de Castilla y León nº 194 de 5 de octubre de 2000

## Geografía
La localidad está situada a una altitud de 818 m s. n. m.
| Noroeste: San Pablo de la Moraleja (provincia de Valladolid) | Norte: San Pablo de la Moraleja (provincia de Valladolid) | Noreste: Montejo de Arévalo (provincia de Segovia) |
| Oeste: Muriel de Zapardiel (provincia de Valladolid)         |                                                           | Este: Donhierro (provincia de Segovia)             |
| Suroeste: Donvidas y Aldeaseca                               | Sur: Arévalo                                              | Sureste: Arévalo                                   |

## Demografía
Palacios de Goda cuenta con una población de 397 habitantes (INE 2024).
| Gráfica de evolución demográfica de Palacios de Goda entre 1842 y 2021 |
| |
| Población de derecho según los censos de población del INE. Población de hecho según los censos de población del INE.Entre el censo de 1857 y el anterior, crece el término del municipio porque incorpora a Tornadizos de Arévalo. |

## Patrimonio
- Iglesia de San Juan Bautista, declarada bien de interés cultural.
- Ermita de Nuestra Señora La Virgen de la Fons Griega.

## Cultura

### Fiestas y celebraciones
- 25 de abril, San Marcos: tradicionalmente este día los vecinos llevan a la Virgen lazos con rosquillas para poner en la procesión a los niños que han nacido el último año a las andas de la Virgen. Posteriormente se rematan todas las rosquillas, tartas, corderos, gallos, quesos.....
- 2 de julio, Nuestra Señora la Virgen del Rosario: la Virgen también conocida como La Morenita, o la Virgen de los Segadores.
- 8 de septiembre, fiestas patronales en honor a Nuestra Señora la Virgen de la Fons Griega: aproximadamente 4 días de fiesta, donde no faltan disfraces, carrozas, campeonatos de galgos, calva y tango y algún año vaquillas.
- Palagüinos: "Concentración de Tractores" un homenaje a la herramienta del campo: "El Tractor". Último sábado de enero o primer sábado de febrero. Un día donde tractores de la comarca se reúnen en la plaza Mayor, comida, concurso manejo de tractor.
- Día de la Salud: normalmente se celebra un fin de semana durante el año, donde no faltan desayunos Saludables, Caminatas, Talleres sobre Salud, Mercadillo Ecosaludable donde Dentistas, Podólogos etc.. te explican cuidados y enfermedades para mejorar tu Salud. En la Última Edición se cerró el día de la salud con una carrera.. "la legua de la salud" donde más de 270 personas participaron.
- Semana cultural: durante una semana en verano se celebra la semana cultural cuando se celebran bailes tradicionales, cine de verano, teatro, alguna excursión, etc.